# Robert Feulgen
Joachim Wilhelm Robert Feulgen (Werden an der Ruhr, 2 settembre 1884 – Gießen, 24 ottobre 1955) è stato un medico, chimico e professore universitario tedesco.
È noto per aver messo a punto nel 1914 la tecnica di colorazione istologica che porta il suo nome: la reazione di Feulgen.

## Biografia
Figlio di un industriale, frequentò il liceo a Essen e a Soest conseguendo il diploma nel 1905; studiò quindi presso l'Università Albert Ludwig di Friburgo in Brisgovia, e superò l'esame di stato in medicina nel 1910 all'Università Christian Albrechts di Kiel; in quest'ultima città iniziò il suo lavoro, terminati gli studi.
Abilitato nel 1939 presso l'Università Justus Liebig di Gießen, fu successivamente professore (1923).
Nel 1925 dimostrò la presenza del DNA nelle cellule, grazie ad una tecnica stechiometrica con cui venivano colorati gli acidi nucleici (fucsina combinata con una base di Schiff).
Morì a Gießen all'età di 71 anni. Nella città di Essen-Werden gli è stata dedicata una strada (la Robert-Feulgen-Straße).